# ラルビオル
ラルビオル（L'Albiol） は、・カタルーニャ州タラゴナ県にあるムニシピオ（基礎自治体）。バッシ・カム郡に属している。
自治体公式名称はカタルーニャ語のL'Albiol、カスティーリャ語名は定冠詞のないAlbiol（アルビオル）。
カタルーニャ統計局によれば、2012年の人口は459人。

## 歴史
歴史家のアンリーク・ムレウ・レイによると、自治体名はラテン語のalveoluに由来する（その意味は水が集まるところの意である）。
しかしながら、それ以前からこの地に人々が居住していたはずであるが、1158年以前にこの地名に言及した文書は発見されていない。この地の初期の支配者についてはわずかな資料しか残されていないのである。1158年バルセローナ伯ラモン・バランゲー4世がこの地の再入植を促すためにジュアン・ダ・マルトゥレル（Joan de Martorell）に与えた。その後マルトゥレルタラゴナの神学校に入会し、この地についての権利を譲った：一部はタラゴナの司教団に、残りはウーク・ダ・サルバリョー（Hug de Cervelló）司教の下に委ねた。1198年この地についての権利が聖職者全体会議において承認された。

## 人口
| ラルビオルの人口推移 1900－2010                         |
|                                                         |
| 出典:INE（スペイン国立統計局）1900年 - 1991年、1996年 - |

## 文化
教区教会は1791年建てられ、サン・ミケルに献呈されている。建物は側面に礼拝堂を複数持つ唯一の身廊で構成されている。18世紀製作の多色彩色彫刻の聖人像を保持している。
他には1194年には言及のある古い城跡が残されている。現在、城壁の一部、城、塔などの遺構を見ることができる。
9月に、サン・ミケルの祭日に合わせ、自治体で最大の祭りが行われる。

## 経済
ラルビオルの主要な経済活動は農業である。主要な作物はブドウとヘーゼルナッツで、オリーブがそれらに次いでいる。
また、プラチナ、銀、鉛などの鉱床が発見されているが、まだ発掘されていない。